# Aldir Blanc
Aldir Blanc Mendes OMC (Rio de Janeiro, 2 de setembro de 1946 — Rio de Janeiro, 4 de maio de 2020) foi um letrista, compositor, cronista e médico brasileiro. Abandonou a profissão de médico para tornar-se compositor, sendo considerado um dos grandes letristas da música brasileira.
Em 50 anos de atividade como letrista e compositor, foi autor de mais de 600 canções. Sua principal parceria se deu com João Bosco, em colaboração que se estendeu pela década de 1970 e parte da década de 1980 e foi considerada como uma das "duplas fundamentais da MPB". Blanc teve cerca de 50 parceiros em sua carreira, destacando-se, além de Bosco, Guinga, Moacyr Luz, Cristovão Bastos, Maurício Tapajós e Carlos Lyra. Entre seus trabalhos mais notáveis como letrista estão Bala com Bala, O Mestre-Sala dos Mares, Dois pra Lá, Dois pra Cá, De Frente pro Crime, Kid Cavaquinho, Incompatibilidade de Gênios, O Ronco da Cuíca, Transversal do Tempo, Corsário, O Bêbado e a Equilibrista, Catavento e Girassol, Coração do Agreste e Resposta ao Tempo.
Além de letrista, Blanc foi também cronista, tendo escrito colunas em publicações como as revistas O Pasquim e Bundas e os jornais O Globo, Jornal do Brasil e O Dia. Muitas dessas crônicas foram lançadas mais tarde como livros, como são os casos de Rua dos Artistas e arredores, Porta de tinturaria e Vila Isabel, inventário da infância. Apaixonado pelo Vasco da Gama, escreveu - em parceria com José Reinaldo Marques - o livro Vasco - a Cruz do Bacalhau. Ao longo de sua obra, são várias as referências - implícitas ou explícitas - ao Vasco.
Salgueirense boêmio por muitos anos, acabou se tornando uma pessoa quase totalmente reclusa em seu apartamento na Muda, no bairro carioca da Tijuca. Segundo o próprio Aldir, sua reclusão era consequência de uma fobia social desenvolvida a partir de um grave acidente de carro, em 1991, que limitara os movimentos da perna esquerda. Em 2010, ao descobrir sofrer de diabetes tipo 2 e pressão alta, parou de fumar e consumir álcool. Em 2020, dias após ser internado em estado grave com infecção urinária e pneumonia, morreu em decorrência da COVID-19. Sua morte foi muito lamentada no meio artístico brasileiro.
Em sua homenagem foi inaugurado o Jardim Aldir Blanc, na Avenida Maracanã esquina com Rua Marechal Trompowski, na Muda Tijuca.

## Histórico

### Vida pessoal
Blanc nasceu em 2 de setembro de 1946, no bairro do Estácio, no décimo mês de gestação de sua mãe, Helena, cujo trauma deixou uma espécie de depressão pós-parto na mãe. Nunca mais engravidou e quase não saía de casa - comportamento mais tarde adotado pelo filho - até sua morte, em 2002, com 80 anos. Seu pai, Alceu, era funcionário do antigo Iapetec e amava jogar sinuca e nos cavalinhos. Sujeito de poucas palavras, tornou-se o maior amigo de Aldir com o tempo. Filho único, teve no avô materno, o português Antônio Aguiar, a presença mais afetuosa em sua infância, que praticamente criou o neto na casa de Vila Isabel, bairro onde estariam tipos e cenários fundamentais para os textos e as letras do futuro letrista e cronista. Aos 11 anos, seus avós foram morar no Estácio. Com o passar dos anos, o contato com os malandros da área aumentou, levando os avós a persuadi-lo a morar com um primo um pouco mais velho, na Tijuca, que o levou a conhecer bailes, noitadas boêmias, mulheres, futebol, a quadra da escola de samba Acadêmicos do Salgueiro (que se tornaria a escola do coração de Blanc), os blocos de Carnaval.
Aluno exemplar em biologia, conseguiu ingressar em 1965 na Escola de Medicina e Cirurgia do Rio de Janeiro, de onde saiu em 1971 com especialização em psiquiatria. Fez residência dentro do Centro Psiquiátrico Pedro II, no Hospital Gustavo Riedel, em Engenho de Dentro, mas como se negava constantemente à rotina de eletrochoques em pacientes do manicômio, saiu de lá após um ano para abrir seu próprio consultório, no centro do Rio. Às vezes, chamava o paciente para conversar na rua ou num bar. Assim foi até 1973, época em que já era um parceiro de João Bosco e gravado por Elis Regina e tinha vontade de se dedicar exclusivamente à carreira de letrista. Concretizou a decisão em 1974, logo após o trauma deixado pelas mortes de Maria e Alexandra, as filhas gêmeas prematuras de sete meses que seriam as primeiras de seu casamento com a professora Ana Lúcia. Dessa relação, eles teriam mais tarde as filhas Mariana (nascida em 1975) e Isabel (nascida em 1981). Quando Blanc se casou com a professora Mary Sá Freire, em 1988, ela já tinha duas filhas, Tatiana e Patrícia, que foram criadas como suas também.
Viveu por muitos anos em seu apartamento na Rua Garibaldi, na Muda, onde frequentou assiduamente os botequins da região. Nunca viajou para fora do Brasil. Durante a década de 1980, passou a beber com maior frequência, foi se afastando de alguns hábitos sociais e foi desenvolvendo fobia social, chegando a ser diagnosticado com depressão. O quadro piorou e o levou a viver em reclusão quase permanente na década seguinte, agravada por um grave acidente de automóvel, sofrido em 1991, que lhe dificultou para sempre o movimento da perna esquerda. Sem poder andar nas ruas com a frequência de outrora, às vésperas da Copa do Mundo FIFA de 2010 recebeu diagnóstico de diabetes tipo 2, o que lhe exigiu o fim do consumo de álcool e de cigarros. Embora recluso, adorava falar pelo telefone com os amigos, onde comentava o noticiário e compartilhava informações sobre a família. Além do tempo dedicado ao convívio com a família e às conversas por telefone com os amigos, passava muito tempo em seu espaçoso escritório, lendo seus livros e ouvindo seus discos. Ateu, adorava ler obras sobre mitologia grega, Segunda Guerra Mundial e psicanálise, além de romances policiais. Era também grande apreciador de discos de jazz.
Em 2013, o jornalista Luiz Fernando Vianna lançou uma biografia autorizada sobre Blanc.

### Morte e repercussão
Em 10 de abril de 2020, Blanc deu entrada no Hospital Municipal Miguel Couto com infecção urinária e pneumonia. Com o agravamento do seu quadro clínico, o letrista foi transferido dias depois para a Unidade de Terapia Intensiva do Hospital Universitário Pedro Ernesto, onde um exame revelou uma infecção pelo COVID-19. Na madrugada de 4 de maio, acabou por não resistir e morreu por complicações da doença. Aldir deixou a esposa Mari Lucia, quatro filhas, cinco netos e um bisneto.
A morte de Blanc foi lamentada por diversos artistas e personalidades. João Bosco, seu longo parceiro musical, publicou texto em rede social no qual dizia que sua própria vida se confundia com a vida de Blanc. Segundo Bosco, "não existe João sem Aldir". João Bosco concluiu: "perco o maior amigo, mas ganho, nesse mar de tristeza, uma razão para viver: quero cantar nossas canções até onde eu tiver forças. Uma pessoa só morre quando morre a testemunha. E eu estou aqui para fazer o espírito do Aldir viver". Também parceiro de Aldir Blanc, Moacyr Luz afirmou que o amigo "vai fazer uma falta incrível".
Muitas personalidades do mundo da música prestaram suas homenagens à Aldir Blanc. A cantora Maria Rita, filha de Elis Regina, afirmou que o compositor deixou "legado, amor, senso crítico, arte, cultura" e que o céu iria presenciar uma "farra boa". João Barone, baterista do Paralamas do Sucesso, afirmou que a perda de Blanc deveria ser "luto nacional". Para o rapper Emicida, "a poesia acorda triste com a partida de mais uma caneta que nos inspirou a sonhar". Também prestaram homenagens o sambista Zeca Pagodinho, o músico e poeta Arnaldo Antunes, o ator Alexandre Nero, as jornalistas Eliane Brum e Mônica Waldvogel, o jornalista e escritor Xico Sá, o apresentador Luciano Huck, dentre outros.
Do mundo da política, se pronunciaram os ex-presidentes Luiz Inácio Lula da Silva e Dilma Roussef. Lula definiu Blanc como "um compositor brilhante, autor de canções que emocionam gerações de brasileiros", e afirmou que "o Brasil, sua cultura e democracia devem muito ao seu talento e generosidade". Para Wilson Witzel, governador do Estado do Rio, o país perdeu "um dos maiores letristas brasileiros", asseverando ainda que Blanc era "o carioca em sua perfeita essência". Também se pronunciou Eduardo Paes, ex-prefeito do Rio.
A então Secretária da Cultura, a atriz Regina Duarte, foi criticada pelo fato de não ter publicado nota sobre o falecimento do compositor. Regina Duarte argumentou que, em vez de homenagens públicas, optou por enviar mensagens privadas à família. A atriz justificou ainda que não conhecia Aldir Blanc pessoalmente, e que "o país está cultuando a memória deles [artistas falecidos na época], não precisa da secretária de Cultura". Porta-voz da família de Blanc, contudo, negou que Regina Duarte tivesse enviado condolências à família; segundo o porta-voz, a mensagem foi enviada por um assessor, e não por Duarte, e não levava a assinatura da atriz, mas do órgão da Secretaria da Cultura. A filha de Blanc, Isabel, criticou Regina Duarte em uma rede social: chamando-a ironicamente de Regina "Demarte", ao invés de "Duarte", afirmou que Regina "não estava à altura" do seu pai e que "ele não merecia tamanho desgosto".

## Carreira artística

### Música

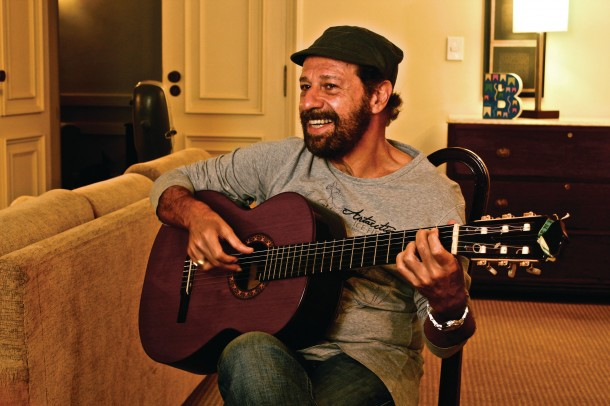
O cantor, compositor e violonista João Bosco, o maior parceiro de Aldir Blanc.

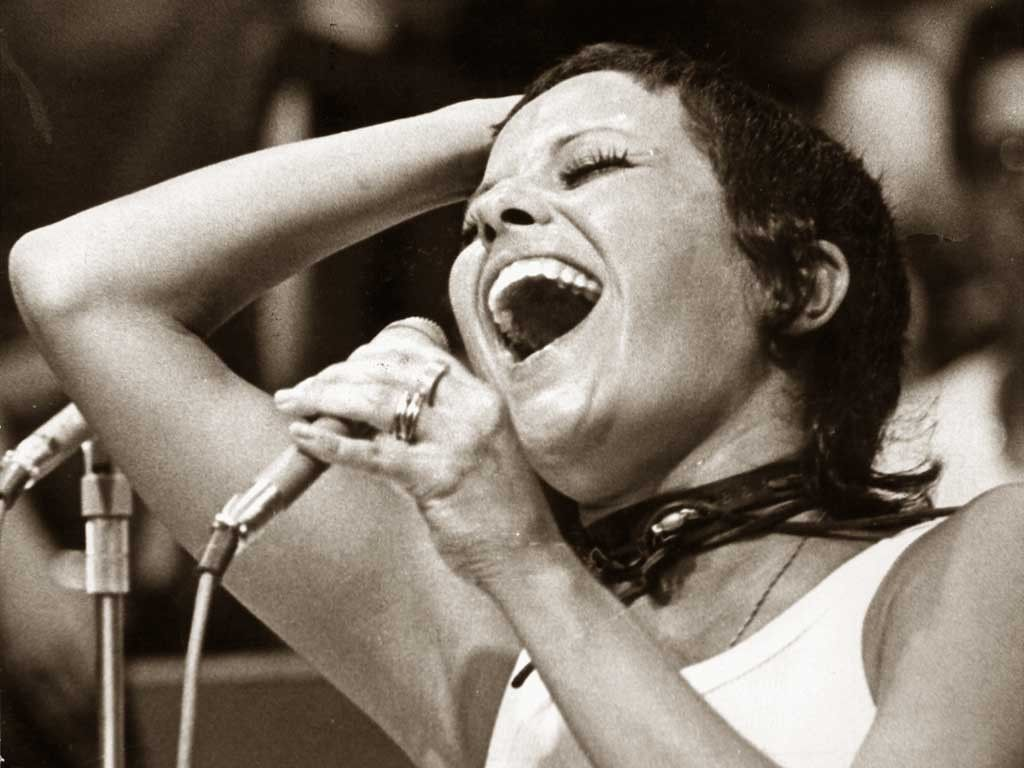
Elis Regina, uma das principais intérpretes da obra de Aldir Blanc.

Aldir Blanc deu seus primeiros passos na música em meados da década de 1960, quando começou a compor aos 16 anos e aos 17 aprendeu a tocar bateria, fundando o grupo Rio Bossa Trio, que com a entrada do músico Sílvio da Silva seria rebatizado para GB-4. Com o novo integrante, Blanc firmou sua primeira parceria musical. Uma dessas parcerias, "A noite, a maré e o amor", competiu no III Festival Internacional da Canção em 1968.
A partir de 1969, surgiu uma nova parceria com César Costa Filho, compositor do qual foi colega no Movimento Artístico Universitário, que integrou ao lado de nomes como Ivan Lins e Gonzaguinha. Dessa parceria, classificou duas canções no II Festival Universitário da Música Popular Brasileira: "De esquina em esquina" (interpretada por Clara Nunes e "Mirante" (interpretada por Maria Creuza). Também nesse festival teve "Nada sei de eterno", defendida por Taiguara e fruto de parceria com Sílvio da Silva. Em 1970, com a coautoria de Silva, despontou o primeiro grande sucesso, “Amigo É pra Essas Coisas”, que chegou ao segundo lugar no III Festival Universitário de Música Popular Brasileira, da TV Tupi, na interpretação do grupo MPB-4. Ainda naquele ano, teve no V Festival Internacional da Canção a canção "Diva", feita com César Costa Filho - mas desentendimento entre os autores por questões ideológicas ceifou essa parceria em 1971.
Em 1971, por intermédio de um amigo, conheceu o então estudante de engenharia civil João Bosco. Desse encontro, surgiu uma das mais importantes parcerias da música brasileira. Como o violonista e compositor morava em Ouro Preto, a primeira leva de parcerias deu-se por correspondência, como é o caso de “Agnus Sei”, lançada como lado B de um compacto do jornal O Pasquim, em 1972, que tinha como lado A a inédita “Águas de Março”, interpretada por Tom Jobim. Ainda naquele ano, a dupla mostrou algumas músicas para Elis Regina, que gostou de “Bala com Bala" e a incluiu no seu LP "Elis". A partir dali, a cantora gaúcha tornar-se-ia uma das principais intérpretes da dupla, tendo gravado 20 músicas da parceria, além de ter a primazia de ouvir antes a produção da dupla naquela década para escolher o que queria lançar. Um dos seus maiores sucessos da carreira foi "O Bêbado e a Equilibrista", lançado no LP "Essa Mulher", cuja melodia de Bosco foi inspirada inicialmente em “Smile”, do ator e cineasta Charlie Chaplin, e cuja letra ganhou forma com outros deslocados na história, como os exilados pela ditadura militar brasileira. Assim que foi lançada por Elis, a canção tornou-se hino do movimento pela anistia, de 1979, e pela defesa do fim da ditadura.
A parceria Bosco e Blanc rendeu outras canções marcantes, como O Mestre-Sala dos Mares, Dois pra Lá, Dois pra Cá, De Frente pro Crime, Kid Cavaquinho, Incompatibilidade de Gênios, O Ronco da Cuíca, Transversal do Tempo, Corsário, Bijuterias, Nação (esta em parceria Paulo Emílio e gravada por Clara Nunes), De Frente Pro Crime (sucesso na voz de Simone) e Caça à Raposa. No entanto, a partir da década de 1980, os amigos foram se afastando gradualmente, e a parceria foi dissolvida em 1986. Blanc e Bosco voltaram a se aproximar em 2002, quando Bosco convidou o velho parceiro para uma gravação de “O Bêbado e a Equilibrista” em seu songbook, e dali voltaram a se falar por telefone diariamente, além de às vezes comporem. Ao todo, realizaram mais de 100 músicas.
Outros parceiros importantes na carreira de Blanc foram o violonista Guinga (mais de 80 parcerias), o sambista Moacyr Luz (mais de 60 parcerias) e o pianista Cristovão Bastos (mais de 30 parcerias). Contendo apenas canções compostas com Blanc, Guinga lançou o seu disco de estreia, “Simples e Absurdo”, início de uma parceria que renderia músicas como "Catavento e Girassol", "Nítido e Obscuro" e "Baião de Lacan". Da parceria com Luz vieram "Medalha de São Jorge" e “Coração do Agreste”, esta um dos maiores sucessos da carreira de Fafá de Belém e tema da novela “Tieta”, da Rede Globo. Compôs “Resposta ao Tempo”, parceria com Cristovão Bastos gravada por Nana Caymmi, que virou tema de abertura da minissérie “Hilda Furacão”. Blanc também é autor, com Cleberson Horsth, da canção "A Viagem", sucesso gravado pelo grupo Roupa Nova e tema da novela com o mesmo nome, sucesso em 1994.
Embora tenha sido letrista de centenas de músicas, Aldir Blanc gravou como cantor apenas dois álbuns de estúdio. O primeiro deles em 1984, "Aldir Blanc e Maurício Tapajós", com Maurício Tapajós. E o segundo deles em 2005, “Vida Noturna”, onde interpretou 12 faixas de sua autoria. Além desses, participa do tributo em sua homenagem, “Aldir Blanc - 50 Anos”, lançado em 1996, que contou com a participação de Betinho ao lado do MPB-4 em "O Bêbado e a Equilibrista", e diversas participações especiais, como de Edu Lobo, Paulinho da Viola, Danilo Caymmi e Nana Caymmi.
Outra de suas grandes paixões, o futebol foi também inspiração para diversas canções, como é o caso de "Gol anulado" (com João Bosco). Vascaíno fanático, homenageou Roberto Dinamite em "Siri recheado e o cacete" (com João Bosco) e Romário "Yes, Zé-Manés"(com Guinga). Ainda compôs "Coração Verde e Amarelo" (com Tavito Carvalho), tema da Rede Globo para a Copa do Mundo FIFA de 1994.
Um dos últimos trabalhos de Blanc foi compor, em parceria com Carlos Lyra, a trilha do musical "Era no Tempo do Rei", baseado no romance de Ruy Castro e com adaptação de Heloisa Seixas e Julia Romeu.

### Literatura
Estamos falando do ourives do palavreado. Estamos falando de poesia verdadeira. Todo mundo é carioca, mas Aldir Blanc é carioca mesmo.

Dorival Caymmi, em apresentação no disco-tributo "Aldir Blanc - 50 Anos"
Paralelamente a sua carreira como letrista, Aldir Blanc começou a escrever crônicas inspiradas na sua vida nos subúrbios cariocas para os jornais "Última Hora", "Tribuna da Imprensa" e a revista "Homem", até fixar-se em "O Pasquim", em 1975. Da compilação de crônicas escritas para este último nasceriam os livros "Rua dos Artistas e Arredores" (1978) e "Porta de Tinturaria" (1981), que seriam reunidos em um só volume como o título "Rua dos artistas e transversais" (2006). Em suas crônicas, Blanc reconstruia cenas do cotidiano de ruas e personagens da sua infância em Vila Isabel, que segundo o cronista, existiram de fato, como o primo Esmeraldo (conhecido pelas domésticas da Penha como "Simpatia É Quase Amor", cognome que inspirou a criação do famoso bloco de Carnaval de Ipanema), Lindauro, Belizário, Pelópidas, Tatinha, Gogó de Ouro, Paulo Amarelo, Waldir Iapetec, Tuninho Sorvete. Também foi cronista dos jornais O Globo, Jornal do Brasil e O Dia, além da revista Bundas.
Outras antologias de crônicas lançadas foram “Brasil passado a sujo: a trajetória de uma porrada de farsantes” (em 1993), "Vila Isabel - Inventário de infância" e “Um cara bacana na 19ª” (ambos em 1996). Teve em 2008 publicado “Guimbas”, uma coleção de aforismos, e no ano seguinte o lançamento de “Uma caixinha de surpresas”, sua estreia na literatura infantil. Também em 2009, foi publicado o livro “Vasco – a cruz do bacalhau”, escrito em parceira com o jornalista José Reinaldo Marques, em homenagem ao time do coração de Blanc.
Na década de 2010, teve alguns títulos reeditados, além do lançamento de duas antologias de crônicas inéditas: “O gabinete do doutor Blanc: sobre jazz, literatura e outros improvisos”, compilação de textos saídos na revista eletrônica “No”, e “Direto do balcão” reunião de colunas publicadas na imprensa.

## Relação com o Vasco
Naquele tarde chuvosa no Maracanã, o goleiro do Bangu bobeou. Vavá marcou;
Na arquibancada molhada, o negro e o português, por antecipação, tinham em mãos o caneco de 56;
Daquela tarde aos 10 não me esquecerei: fui para a Rua dos Artistas, me gripei, caí de cama;
Doído, com 40 graus, escolhido dentro do pijama, contraí esse doença: ser Vasco da Gama!

Aldir Blanc, trecho do texto "Febre Vascaíno"
Neto de um imigrante português, Blanc passou a torcer pelo Vasco por influência de seu pai, vascaíno, que costumava levá-lo aos jogos da equipe quando era criança. Segundo Blanc, o amor pelo Vasco "se cristalizou" quando o Vasco ganhou o Campeonato Carioca de 1956 por antecipação, em cima do Bangu. A conquista foi posteriormente lembrada por Blanc na crônica "Febre Vascaíno", publicada pela primeira vez na Revista Placar, em 1993, e posteriormente no livro "Direto do Balcão".
Aldir Blanc já foi descrito como "vascaíno apaixonado", "fanático" e "vascaíno incurável", "porta-voz" do Vasco, como um dos "vascaínos mais célebres" e como alguém que conseguia como poucos "traduzir tão bem o significado de ser vascaíno". Sua relação com o Vasco já foi apresentada como "um caso de amor", e o Vasco sua "grande paixão". Sua relação com o Vasco era tão intensa que Luis Fernando Veríssimo certa vez escreveu: "é preciso lembrar sempre que o Vasco da Gama não é o Eurico Miranda. É sua história e suas glórias, incluindo o Aldir Blanc". Blanc era crítico feroz de Eurico Miranda, ex-presidente do Clube, a quem chegou a acusar de chefiar a instituição com "uma retórica fundamentalista e estúpida anti-Flamengo", afirmando ainda que Eurico seria um "almocreve de charuto importado", em referência ao hábito do ex-mandatário de fumar charutos.
Sobre ser vascaíno, o compositor escreveu em crônica "quando eu nasci, um anjo luso, desses que empurram burrinho-sem-rabo, me sacaneou: ‘Bai, Vlanc, ser Basco na bida’". Blanc comparou ser vascaíno a uma "tragédia grega", já que, segundo ele, "é a mesma história de sempre: somos campeões, sonhamos com novas conquistas, e aí os cartolas vendem Walter Marciano, ou Tita, ou o Romário, ou o Fernando - e a gente fica roendo beira de dignidade (...)". De forma hiperbólica, o compositor afirmou que "noventa anos é mais ou menos a idade que eu tenho de tanto sofrer por esse time". Não obstante, Blanc conclui: "A Cruz de Malta será sempre o meu pendão, porque o meu Vasco é o Vasco da minha infância". Quando o Vasco foi rebaixado pela primeira vez à Série B, Blanc afirmou: "se o Vasco for para a Segunda Divisão, sou Vasco. Se for para a Terceira, sou Vasco. Se o Vasco acabar, ainda sou Vasco". O compositor costumava frequentar o Maracanã na década de 70 para torcer pelo Vasco; segundo ele, preferencialmente no último degrau da arquibancada, onde ficava mais perto dos bares e tinha a vista da zona da Leopoldina. Quando aparecia nos jornais, muitas vezes fazia questão de posar com a camisa cruzmaltina.
O Vasco esteve presente em vários dos trabalhos de Aldir Blanc, fosse em suas composições, fosse em suas crônicas. O Vasco é mencionado de forma expressa ou implícita em algumas composições de Blanc. A música "Êxtase", escrita em parceira com Djavan, começa com "Eu devia ter sentido o teu rancor/ Mas tava doido num jogo de vasco-ô-ô-ô!". A pronúncia de "Vasco" é prolongada com o "ô", como o nome do clube é cantado pelos torcedores nas arquibancadas; a sensação de êxtase é, assim, representada pela comemoração de um gol do Vasco no meio da torcida. Muitas das referências ao cruzmaltino são implícitas, e se encontram nas diversas composições escritas em co-autoria com o rubro-negro João Bosco. Blanc e Bosco costumavam inserir referências aos seus times de coração em suas músicas. Na música "Gol Anulado", os compositores cantam  a história de um homem que, ao descobrir que a companheira não torce pelo Vasco, mas sim para o rival Flamengo, constata que o casamento perdeu o sentido. A música é polêmica por fazer alusão à violência contra a mulher: em um trecho da canção, é dito "Quando você gritou mengo/ No segundo gol do Zico / Tirei sem pensar o cinto/ E bati até cansar”. Blanc também se referia aos jogadores do Vasco em suas obras: na composição "Siri Recheado e o Cacete", homenageia Roberto Dinamite. Já em "Yes, Zé Manés", o homenageado é Romário.
O Vasco também era um tema presente em suas crônicas, publicadas em jornais como "'O Globo", "Jornal do Brasil", "O Dia" e "O Estado de São Paulo". Quando era cronista do O Pasquim, costumava inserir referências ao Vasco em seus textos. Em suas crônicas também fazia referências a jogadores do Vasco: a crônica "Sina" é uma homenagem o goleiro Barbosa; as crônicas “À sombra das goiabeiras em flor” e “Cachorrada fatal” colocam o zagueiro Bellini no centro da trama; já na “Uma última palavra”, Blanc apresenta sua perspectiva de um Clássico dos Milhões. Um dos livros escritos pelo compositor foi "Vasco, a cruz do bacalhau", sobre o time cruzmaltino. O livro, feito em parceria com o jornalista e historiador José Reinaldo Marques, apresenta a história do Vasco ao longo das décadas, com a inserção de "causos" que ficaram famosos no clube mas que nunca foram confirmados.

## Obras

### Discografia
Álbuns de estúdio
- ‘‘Aldir Blanc e Maurício Tapajós’’, com Maurício Tapajós (1984)
- ‘‘Vida noturna’’ (2005)

Coletâneas
- ‘‘Rio, ruas e risos’’, com Maurício Tapajós (1984)
- ‘‘Aldir Blanc e Maurício Tapajós’’, com Maurício Tapajós (1994)

Tributos
- ‘‘Simples e absurdo’’, de Guinga (1991)
- ‘‘Aldir Blanc - 50 Anos’’, com vários artistas (1996)
- ‘‘Catavento e Girassol’’, de Leila Pinheiro (1996)
- ‘‘Pequeno círculo íntimo’’, de Adriana Capparelli (1999)
- ‘‘Dorina canta sambas de Aldir e ouvir ao vivo’’ (2006)

Trilha sonora
- ‘‘Era no tempo do Rei’’, com vários artistas (2010)

### Livros
- ‘‘Rua dos Artistas e Arredores’’ (Ed. Codecri, 1978)
- ‘‘Porta de tinturaria’’ (1981)
- ‘‘Brasil passado a sujo’’ (Ed. Geração, 1993)
- ‘‘Vila Isabel - Inventário de infância’’ (Ed. Relume-Dumará, 1996)
- ‘‘Um cara bacana na 19ª’’ (Ed. Record, 1996)
- ‘‘Heranças do samba’’, em parceria com Hugo Sukman e Luiz Fernando Vianna (2004)
- ‘‘Rua dos artistas e transversais’’ (2006)
- ‘‘Guimbas’’ (2008)
- ‘‘Vasco - a Cruz do Bacalhau’’, em parceria com José Reinaldo Marques (2009)
- ‘‘Uma caixinha de surpresas’’ (2010)
- ‘‘O gabinete do doutor Blanc — sobre jazz, literatura e outros improvisos’’ (2016)
- ‘‘Direto do balcão’’ (2017)